# Liste byzantinischer Kirchen auf Sardinien
Dies ist eine Liste von Kirchen im byzantinischen Baustil auf Sardinien.
- Oratorio delle Anime (Sonderform)
- San Giovanni in Assemini
- San Giovanni di Sinis bei Cabras
- San Lussorio in Fordongianus
- San Pietro dei Pescatori in Cagliari-Stampace
- San Platano in Villaspeciosa, Mischform mit Doppellapsiden

- San Salvatore in Iglesias
- San Sebastiano in Perdasdefogu

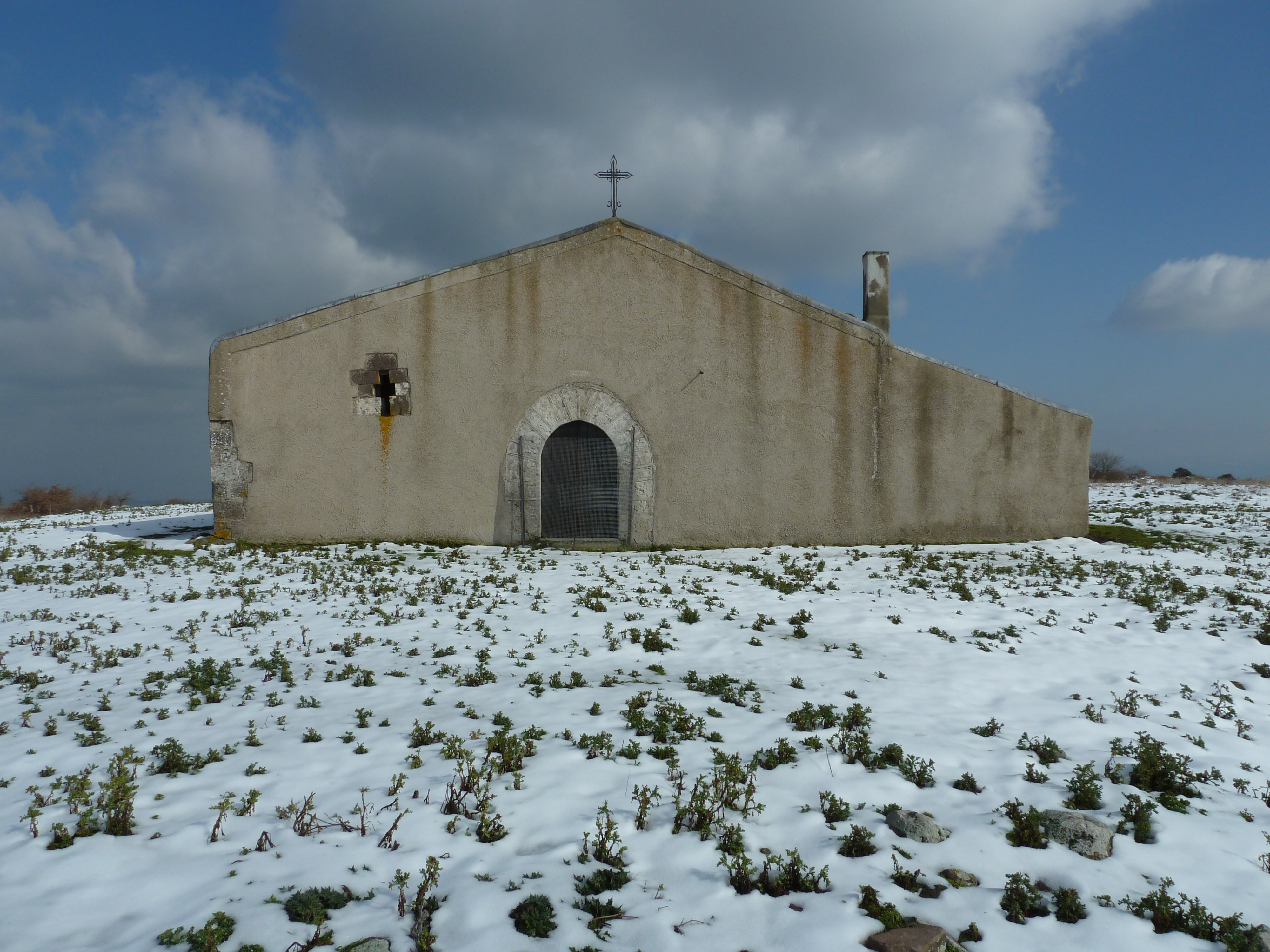
Sant’Elia ed Enoch

- San Saturno in Cagliari (im Jahre 1089 romanisiert)
- San Teodoro in Simaxis
- Sant’Antioco in Sant’Antioco
- Sant’Elena in Ittireddu
- Sant’Elia di Tattinu bei Nuxis
- Sant’Elia e Enoch (Nocco) in Lunamatrona
- Sant’Efisio in Nora
- Santa Croce in Ittireddu
- Santa Maria di Mesumundu (oder di Bubalis) bei Siligo
- Santa Maria Iscalas bei Cossoine
- Santa Maria di Sibiola in Serdiana
- Santa Sarbana bei Silanus (Übergangstyp)
- Santa Sofia in Villasor
- Santo Stefano in Maracalagonis
- Santuario della Madonna di Bonacattu in Bonarcado

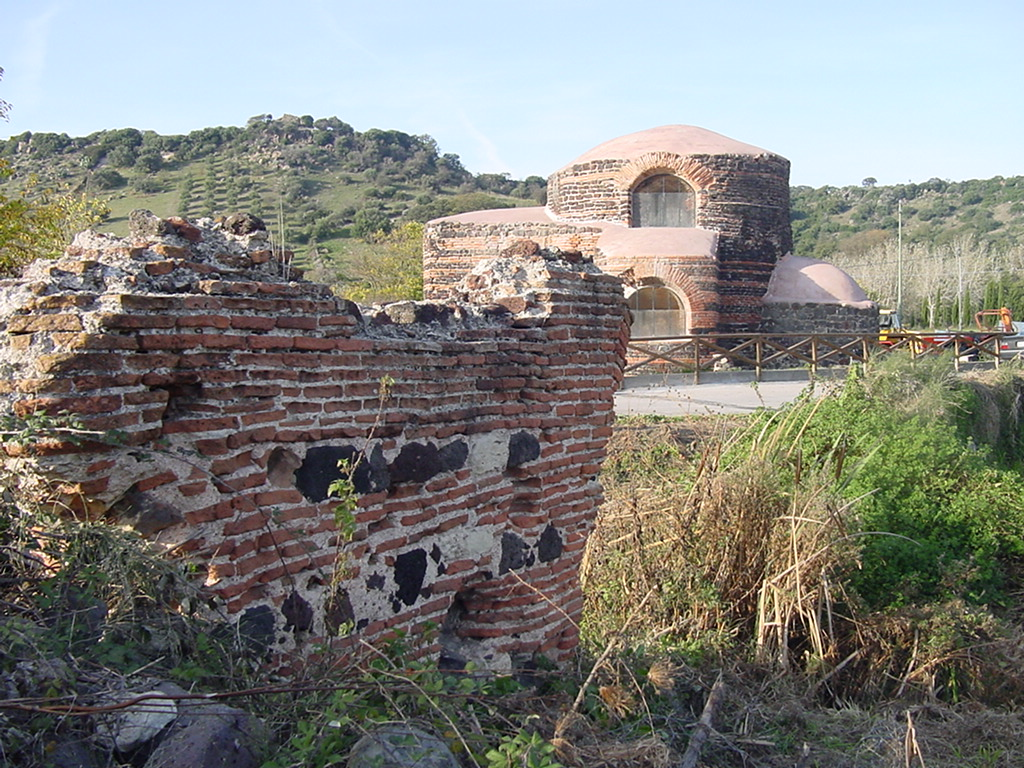
Santa Maria di Mesumundu (di Bubalis) bei Siligo – im Hintergrund

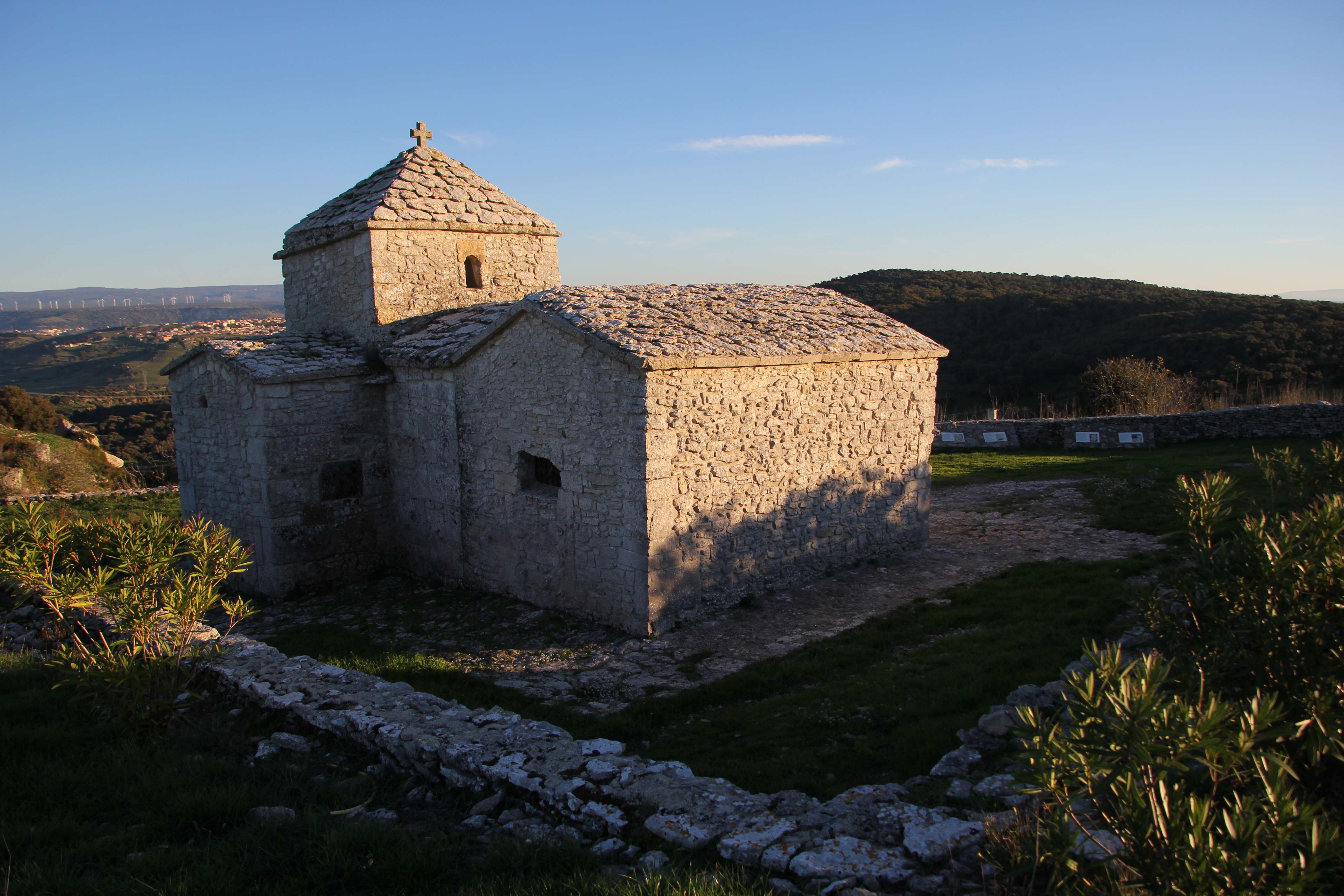
Santa Maria Iscalas